# Transportul feroviar al Austriei

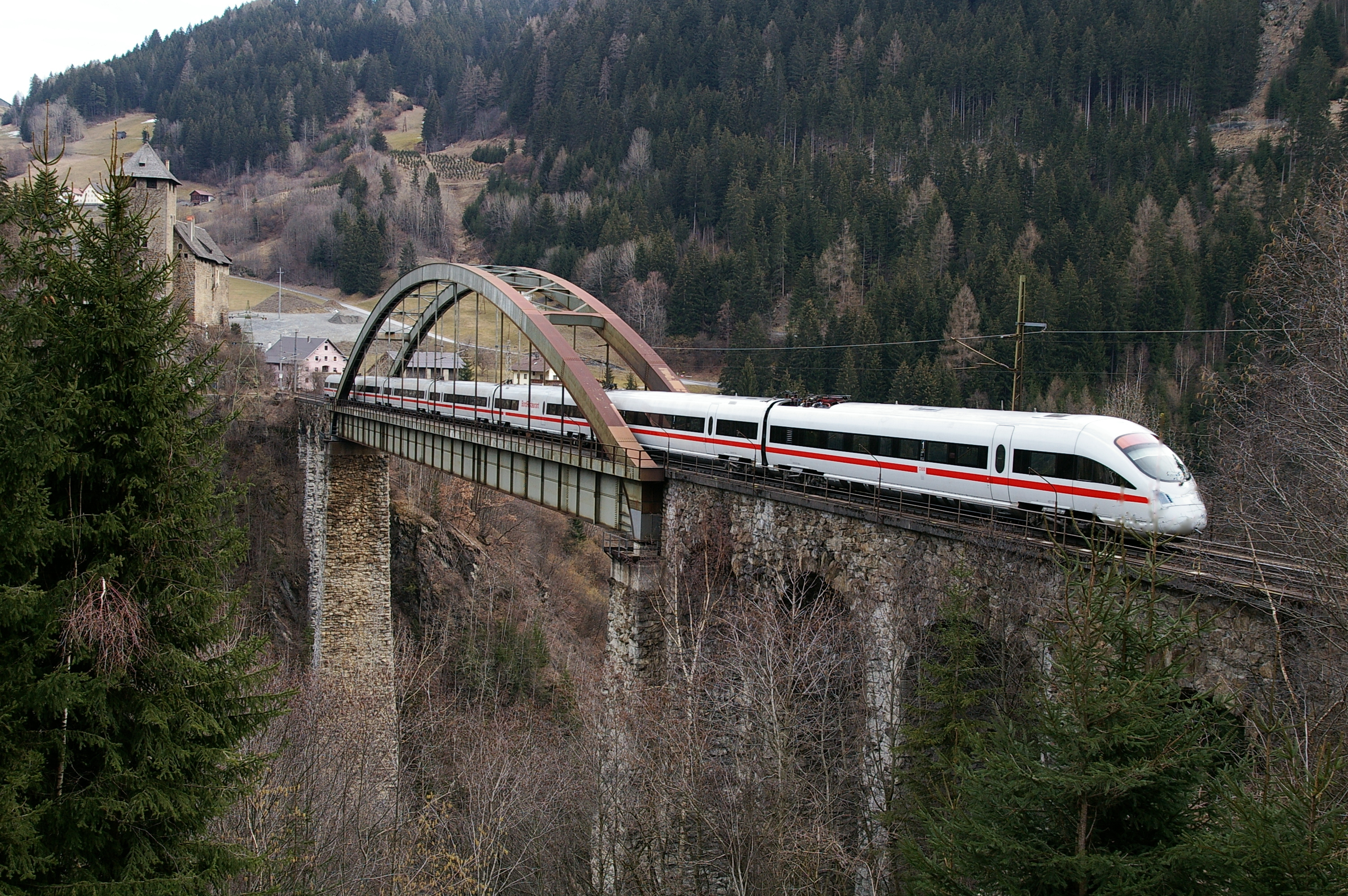
Un ICE T pe Podul Trisanne, Wiesberg

Transportul feroviar al Austriei este în mare controlat de compania națională ÖBB (Österreichische Bundesbahnen). Rețeaua de cale ferată are  6123 km, din care 3523 km  sunt electrificați, iar ecartamentul este de 1,435 mm.
Austria este membră a UIC, codul UIC de țară fiind 81.

## Vezi și
- Transportul feroviar după țară

## Legături externe
- de  ÖBB official website
- Railway network map of Austria